# 혼인빙자간음죄 사건
혼인빙자간음죄 사건(2009.11.26. 2008헌바58, 2009헌바191(병합) [위헌])는 대한민국 헌법재판소 판례이다.

## 사실관계
청구인은 4차례에 걸쳐 혼인을 빙자하여 음행의 상습없는 XXX를 각 간음하였다는 등의 이유로, 혼인빙자간음, 사기 및 절도로 기소되었다. 청구인은 1심 및 2심에서 징역 2년 6월을 각 선고받아 상고하였고, 그 소송계속 중에 혼인빙자간음죄를 처벌하는 형법 제304조가 헌법상 사생활의 비밀과 자유를 침해하고 평등원칙에 위반된다는 등의 이유로 대법원에 위헌심판제청신청을 하였으나 기각되자 이 사건 헌법소원심판을 청구하였다.

## 주문
위헌

## 이유
개인의 인격권, 행복추구권에는 개인의 자기운명결정권이 전제되는 것이고, 이 자기운명결정권에는 성행위 여부 및 그 상대방을 결정할 수 있는 성적 자기결정권이 포함되어 있다. 
해악적 문제가 수반되지 않는 한 이성관계 자체에 대하여 법률이 직접 개입하는 것은 성적 자유에 대한 무리한 간섭이 되기 쉽다. 
남성의 여성에 대한 유혹의 방법은 남성의 내밀한 성적자기결정권의 영역에 속하는 것이고, 또한 애정행위는 그 속성상 과장이 수반되게 마련이다. 이 사건 법률조항은 남녀 평등의 사회를 지향하고 실현해야 할 국가의 헌법적 의무에 반하는 것이자, 여성을 유아시함으로써 여성을 보호한다는 미명 아래 사실상 국가 스스로가 여성의 성적자기결정권을 부인하는 것이 되는 것이다. 
'음행의 상습없는 부녀'와 비교할 때 그들의 혼인에 대한 신뢰의 정도가 상대적으로 낮다는 취지를 감안하더라도 이는 정도의 차이에 불과할 뿐 형법이 이를 구분해 한쪽을 보호대상 자체에서 제외시켜야 할 근거가 되지는 못한다. 
개인의 성행위와 같은 사생활의 내밀영역에 속하는 부분에 대하여는 그 권리와 자유의 성질상 국가는 간섭과 규제를 가능하면 최대한 자제하여 개인의 자기결정권에 맡겨야 하며, 국가형벌권의 행사는 중대한 법익에 대한 위험이 명백한 경우에 한하여 최후수단으로서 필요한 최소한의 범위에 그처야 하기 때문이다. 따라서 다른 생활영역과는 달리 사생활 특히, 성적 사생활 영역에서 형법적 보호의 필요성과 형벌의 필요성을 판단함에 있어서는 보다 엄격한 기준을 적용해야 하는 것이다. 
결혼과 성에 관한 국민의 법의식에 많은 변화가 생겨나 여성의 착오에 의한 혼전 성관계를 형사 법률이 적극적으로 보호해야 할 필요성은 이미 미미해졌다. 
법률규범은 그보다 상층규범에 속하는 도덕규범에 맡겨두어야 할 영역까지 함부로 침법해서는 안된다. 형벌로서의 처단기능이 현저히 약화되었다. 
혼인빙자간음 고소 및 그 취소가 남성을 협박하거나 그로부터 위자료를 받아내는 수단으로 악용되는 폐해도 종종 발생한다. 